# Hippolyte Lucas
Hippolyte Lucas (París, 17 de enero de 1814 - ibíd. 5 de julio de 1899) fue un entomólogo francés.
Fue naturalista, ayudante y asistente en el Museo Nacional de Historia Natural de Francia. Participó en la Comisión para la Exploración Científica de Argelia de 1839 a 1842, centrándose en el estudio de la fauna de este país.[cita requerida]

## Algunas publicaciones
- Histoire naturelle des lépidoptères exotiques. Ouvrage orné de 200 figures peintes d'après nature par Pauquet et gravées sur acier. Paris, Pauquet, Bibliothèque Zoologique, 1835

- Histoire naturelle des animaux articulés. Exploration scientifique de l'Algérie, pendant les années 1840, 1841 et 1842 ... Paris, Imprimerie Nationale (1844-1849). Publicado en 25 vols, con 122 finas planchas grabadas

- Con Marc Athanase Parfait Œillet Des Murs. Observations sor un nouveau genre d'Alouette de l'Afrique septentrionale, et sur quefques espèces d'Oiseaux déjà connus. En: Revue et Magasin de Zoologie Pure et Appliquée 3, 1851, pp. 24-33 online

- "Description de nouvelles Espèces de Lépidoptères appartenant aux Collections entomologiques du Musée de Paris". Revue Mag. Zool (2) 4 (3): 128-141 (1852) 4 (4): 189-198 (1852) 4 (6): 290-300 (1852) 4 (7): 324-343 (1852) 4 (9): 422-432, pl. 10 (1852) 5 (7): 310-322 (1853)

- "Animaux nouveaux ou rares, recuillis pendant l'expédition dans les parties centrales de l'Amérique du Sud, de Río de Janeiro a Lima et de Lima au Pará; executée par ordre du gouvernement français pendant les années 1843 a 1847 sous la direction du Comte Francis de Castelnau". Entomologie Voy. Cast 3: 197-199, pl. 1-2 (Lepidoptera) [1859]

## Abreviatura (zoología)
La abreviatura Lucas  se emplea para indicar a Hippolyte Lucas como autoridad en la descripción y taxonomía en zoología.